# اتان آلن
اتان آلن (انگلیسی: Ethan Allen) شرکت لوازم خانگی آمریکایی است، که در سال ۱۹۳۲ تأسیس شد.